# کسب‌وکار آقای کفایت
کسب و کار آقای کفایت یک مجموعه تلویزیونی محصول شبکه دو سیما سال ۱۳۷۶ به کارگردانی جواد اردکانی، نویسندگی و تهیه‌کنندگی حسن افشاری می‌باشد که در رمضان سال ۱۳۷۸ هر روز از شبکه دو سیما پخش می‌شد.

## بازیگران
- آتش تقی‌پور
- آرش شفیعی
- حبیب ثامنیه
- حسین لعل
- سعید آهوئیائی
- طاهره سیرتی
- محمد روحی نیاسر
- محمد شاه نظری
- هدی سپهرنوش
- هوشنگ آخوندپور